# Galizische Carl Ludwig-Bahn
A k.k. priv. galizische Carl Ludwig-Bahn (CLB) egy magánvasút-társaság volt az Osztrák-magyar Monarchiában. A Habsburg–Lotaringiai Károly Lajos főherceg-ről, I. Ferenc József magyar király öccséről lett elnevezve.
A CLB-hez a mozdonyok a Östlichen Staatsbahn-tól kerültek át és 1858 április 7-én álltak üzembe a keleti (Krakkó) vonalon és lettek felvéve a mozdonyállományba.
A Dembica–Rzeszów vonalat, melyet az östliche Staatsbahn kezdett építeni és a CLB fejezett be, 1858-ban nyitották meg. Kelet felé gyorsan bővültek a vonalak, melyek Ukrajna részeit tárták fel.
A CLB-t 1892 január 1-én államosították és a vonalai és a járművei a k. k. österreichische Staatsbahnen-hez kerültek.

## Vonalak
- Krakau–Bierzanów–Podłeże–Dembica (az ÖstB nyitotta meg 1856 február 10-én)
- Bierzanów–Wieliczka (az ÖstB nyitotta meg 1857 január 26-án)
- Podłeże–Niepołonice (1858 szeptember 16)
- Dembica–Rzeszów (az ÖStB kezdte és a CLB fejezte be, 1858 november 15)
- Rzeszów–Przeworsk (1859 november 15)
- Przeworsk–Jarosław–Przemyśl (1860 november 4)
- Przemyśl–Lemberg (1861 november 4)
- Lemberg–Krasne–Brody (1869)
- Krasne–Złoczów (1869)
- Złoczów–Tarnopol (1870)
- Tarnopol–Podwołoczyska (1871)
- Brody–Radziwiłłów (1873)
- Jarosław–Sokal (1884)
- Dembica–Sobów–Nadbrzezie (1887)
- Sobów–Rozwadów (1887)

### Fordítás
- Ez a szócikk részben vagy egészben  a   Galizische Carl Ludwig-Bahn című német Wikipédia-szócikk fordításán alapul.  Az eredeti cikk szerkesztőit annak laptörténete sorolja fel. Ez a jelzés csupán a megfogalmazás eredetét és a szerzői jogokat jelzi, nem szolgál a cikkben szereplő információk forrásmegjelöléseként. - Az eredeti cikk forrásai a német wikipédia Galizische Carl Ludwig-Bahn című szócikkénél megtalálhatóak.